# Aberffraw Bay
Aberffraw Bay är en vik i Storbritannien.   Den ligger i riksdelen Wales, i den sydvästra delen av landet, 300 km nordväst om huvudstaden London.